# Johnnycake

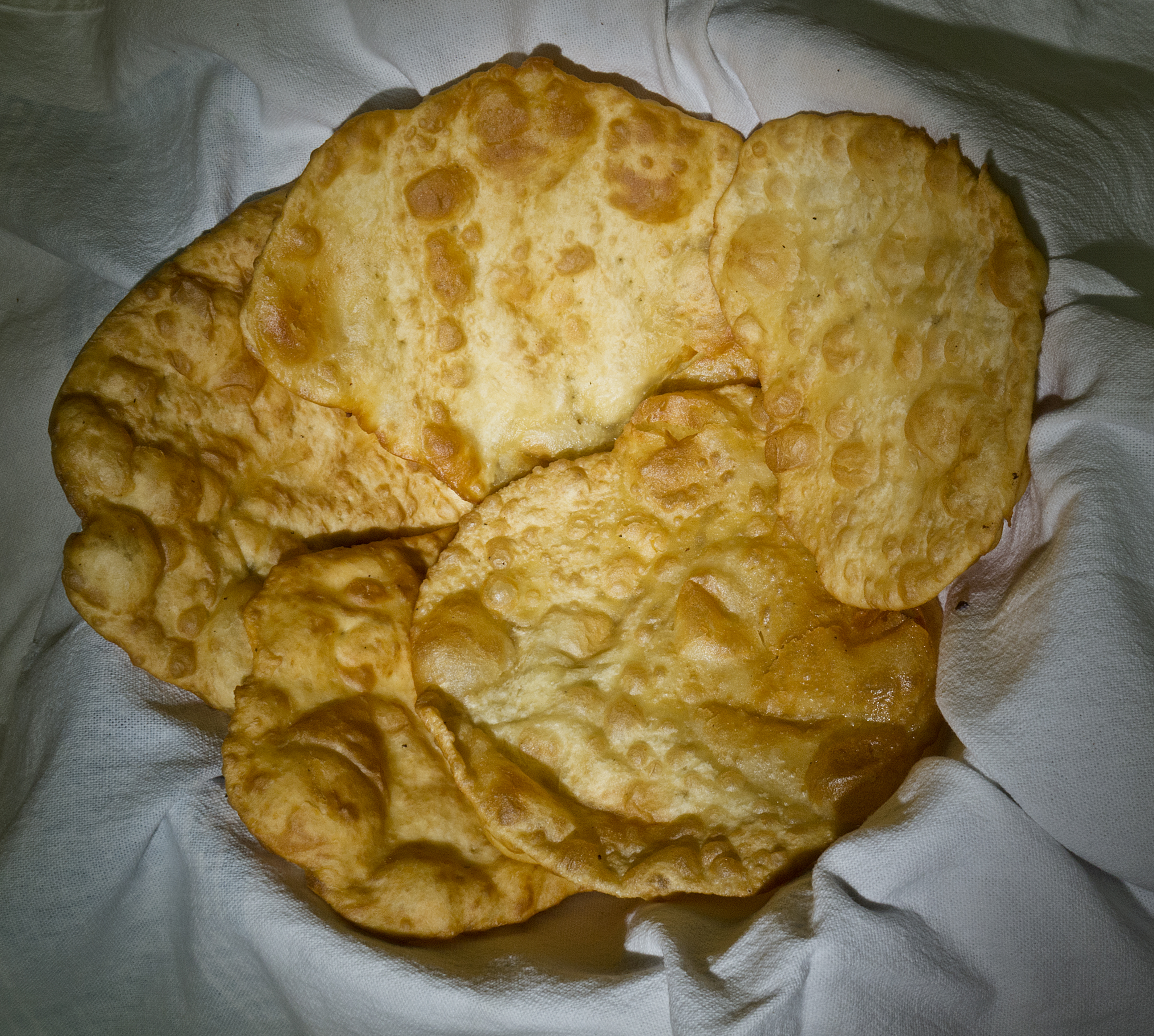
Johnnycake nella Repubblica Dominicana

Johnnycake (pronuncia: /gionni'keik/) (anche jonnycake, johnny cake, journey cake, shawnee cake e johnny bread), letteralmente: la torta di Johnny è una focaccia di farina di mais preparata sulla costa atlantica del Nord America da Terranova fino in Giamaica.
Probabilmente ha origine dai nativi americani. È ancora mangiata nelle Antille, nella Repubblica Dominicana, alle Bahamas, in Colombia, e alle Bermuda, come negli Stati Uniti. In Australia la johnnycake è fatta con farina di grano e cotta sulle ceneri o fritta in padella.
La johnnycake moderna è tipica della cucina dello stato del New England e spesso viene considerata originaria del Rhode Island.
Una johnnycake moderna è una pastella di polenta fritta, che è fatta da farina gialla o bianca mescolata con sale e acqua calda o latte, e talvolta zuccherata. Nel sud degli Stati Uniti è nota come hoecake.